# أندرو الثاني من نابولي
أندرو الثاني كان الدوق الثاني لنابولي بين 834-840. خلال فترة حكمه، كان في حرب دائمة مع اللومبارد وسمح لجيتا الخاضعة له بأن تسير نحو استقلالها بقيادة قناصلها.